# Леденцовый дождь
«Леденцовый дождь» (кит. упр. 愛情糖果雨, пиньинь àiqíng tángguǒ yǔ, палл. Айцин танго юй), также известный как Huā Chīle Nā Nǚhái (花吃了那女孩 Хуа чилэ на нюйхай) — тайваньская мелодрама 2008 года режиссёра Чэнь Хунъи (陳宏一).

## Сюжет
Фильм состоит из 4 частей, включая пролог и эпилог:
Пролог
1. «Когда юг замёрзнет»
2. «Невидимая атака на город»
3. «Сон наяву»
4. «Цветы съели девочку»

Эпилог
Четыре интимные лирические истории объединяет тема лесбийской любви в современном Тайване.
«Когда юг замёрзнет». Джесси расстаётся со своим парнем и решает уехать в Тайбэй к своей подруге Пон. Джесси давно нравится Пон, и по её приезде у них начинается роман. Но Пон постоянно занята на работе, и Джесси чувствует себя одинокой. Из-за этого происходит конфликт, но в итоге девушки остаются вместе. Эпилог называет эту историю «Некоторые люди счастливы, когда они вдвоём».
«Невидимая атака на город». У — замкнутая молчаливая девушка. Она одинока и пытается познакомиться с кем-нибудь через интернет. Происходит знакомство с женщиной старше неё, и они начинают встречаться. Но все встречи происходят только в кафе, замкнутость У мешает общению. Попытки сближения ни к чему не приводят.
«Некоторые счастливы в одиночестве».
«Сон наяву». Саммер и Спенсер живут вместе, и у них очень нежные близкие отношения. Но Саммер решает выйти замуж, завести детей. Девушки расстаются и дают друг другу обещание снова встретиться через десять лет. Но следующая встреча происходит уже через три года. Изломанная расставанием любовь не желает исчезать, и как быть дальше, не знает никто.
«Некоторые несчастны, потому что не могут быть вместе».
«Цветы съели девочку». Рики постоянно меняет подружек, с каждой из которых у неё сначала трогательный роман, а потом отношения накаляются вплоть до насилия. Сама Рики говорит, что «люди делятся на два типа, и это не мужчины и женщины, а садисты и мазохисты». «Некоторые никогда не будут счастливы, даже если они вместе».

## Актёрский состав
| В ролях                              |  | Персонаж |
| ------------------------------------ |  | -------- |
| Грэйс Чэнь Янцзинь (陳泱瑾)          |  | Пон      |
| Белл Синь Цзяин (辛佳穎)             |  | Джесси   |
| Сандрин Пинна (Чжан Жунжун) (張榕容) |  | У        |
| Ва Вэй Жусюань (Waa 魏如萱)          |  | Линь Мин |
| Ники У Лици (吳立琪)                 |  | Спенсер  |

| В ролях                                  |  | Персонаж      |
| ---------------------------------------- |  | ------------- |
| Гао Илин (高伊玲)                        |  | Саммер        |
| Карена Линь Цзясинь (Лам Гаянь) (林嘉欣) |  | Рики          |
| Синди Ван Синьлин (王心凌)               |  | подружка Рики |
| Джозефин Сюй Аньань (許安安)             |  | подружка Рики |
| Лу Цзясинь (路嘉欣)                      |  | подружка Рики |

## Интересные факты
- Все четыре истории происходят в одной и той же квартире в Тайбэе. Подобный приём использовался в фильме Если бы стены могли говорить 2, также посвящённому лесбийской тематике, где действие всех историй фильма происходит в одном и том же доме.
- «Леденцовый дождь» (Candy Rain) — это имя адресата, которому почтальон доставляет посылку во всех четырёх частях фильма, который на самом деле не проживает по этому адресу. Лишь в последней части посылка вскрывается.
- В фильме мало реплик, очень много медленных лиричных песен и мелодий. Определённое сходство прослеживается с фильмом «Мертвец» Джима Джармуша.